# Karel Masopust
Karel Masopust (* 4. Oktober 1942 in Prag; † 25. Mai 2019) war ein tschechoslowakischer Eishockeyspieler, der über viele Jahre in der 1. Liga der Tschechoslowakei für Sparta Prag und Motor České Budějovice (1970–1974) auf der Position des Verteidigers gespielt hat. 

## Karriere
Karel Masopust begann seine Karriere bei der TJ Motorlet Prag, bevor er während seiner Armeezeit bei Dukla Jihlava spielte. Nach Beendigung seiner Dienstzeit spielte er über viele Jahre bei Sparta Prag, bevor er später nach České Budějovice wechselte und seine Karriere nach der Spielzeit 1975/76 bei Ingstav Brno beendete. In insgesamt 15 Spielzeiten in der 1. Liga, der höchsten Spielklasse der Tschechoslowakei, erzielte er 114 Tore in 474 Spielen.
Der größte Erfolg seiner Karriere war die Teilnahme an den Olympischen Winterspielen 1968, wo er mit der tschechoslowakischen Nationalmannschaft die Silbermedaille gewann. In zwölf Länderspielen erzielte er drei Tore.
Seit 1993 arbeitete Masopust als Scout für die San Jose Sharks aus der National Hockey League.